# Trigger Mortis
Trigger Mortis è un romanzo della saga di James Bond scritto nel 2015 da Anthony Horowitz. Il romanzo contiene del materiale originale scritto da Ian Fleming.

## Trama
Dopo le avventure narrate in Goldfinger, Pussy Galore, per difendersi da possibili ritorsioni dalla mafia americana, si è trasferita a vivere nella casa londinese di James Bond. Il rapporto tra i due però si sta appesantendo e l'agente segreto sembra non vedere l'ora di tornare in azione per allontanarsi dalla donna. L'occasione è data quando i Servizi Segreti scoprono un piano della SMERSH per sabotare il Grand Prix automobilistico del Nürburgring assassinando un pilota britannico. James Bond lascia la sua compagna a Londra per una full immersion con la istruttrice di auto da corsa Logan Fairfax. Al termine del corso, i due si trovano per una cena galante dopo la quale James Bond vede Pussy Galore rapita da alcuni scagnozzi. Li segue e scopre che gli uomini stanno dipingendola d'oro per assassinarla. Dopo aver sventato l'attacco e salvato la sua amica, scopre la nascita di una relazione lesbica tra Pussy Galore e Logan che se ne vanno insieme.
Al Grand Prix del Nürburgring, James Bond scopre che il colonnello Gaspanov della SMERSH combutta con l'imprenditore Jai Seong Sin, uno degli organizzatori. L'agente segreto britannico riesce a sventare il piano sovietico per assassinare un pilota britannico e si reca nella villa dell'imprenditore dove è stato organizzato un party fenomenale per tutti i piloti del Gran Premio. Coglie così l'occasione per cercare di indagare nelle sale private della villa dove viene scoperto da una giornalista che, a sua volta, sta frugando tra i segreti dell'imprenditore. La donna fa scattare un allarme nell'attimo in cui scoprono delle foto di un razzo in una base americana. I due riescono miracolosamente a scappare dagli scagnozzi di Jason Sin ma la donna ruba le foto all'agente segreto.
James Bond vola in Florida ad indagare alla base aerea americana, comunicando ai responsabili i suoi sospetti sui tentativi di boicottaggio del test missilistico programmato in quei giorni. Negli Stati Uniti reincontra la giornalista che, in realtà, è Jeopardy Lane, una agente del Fisco statunitense che, a sua volta, sta indagando su Jason Sin. I due si recano nella villa americana del coreano dove scoprono che sta costruendo un missile identico a quello in test dalle forze americane. Il suo piano è far fallire il lancio del razzo affinché gli americani lo facciano esplodere per abortire il test (il trigger mortis del titolo). Quindi, sfruttando una vecchia linea metropolitana in disuso di New York, vuole far esplodere il razzo finto sotto l'Empire State Building per far crollare il grattacielo e far credere al mondo che sia stato colpito dal test fallito ed interrompere così il piano di armamento degli americani, facendo fare loro una pessima figura. I due agenti vengono scoperti e Jason Sin affida la sorte di James Bond ad un gioco di carte. Ne esce che l'agente dovrà essere sepolto vivo. James Bond riesce ad uscire dalla tomba e a liberare Jeopardy Lane. I due quindi si lanciano all'inseguimento del treno con il razzo e riescono a sventare il piano di Jason Sin.

### Personaggi principali
- James Bond, agente segreto britannico.
- Pussy Galore, ex gangster americana.
- Jason Sin, (vero nome: Jai Seong Sin) imprenditore coreano.
- Logan Fairfax, istruttrice di piloti da corsa.
- Jeopardy Lane, agente del fisco statunitense.
- Gaspanov, colonnello della SMERSH.

## Edizioni

### In lingua originale
- Trigger Mortis, Orion Publishing, Londra, 2015, ISBN 978-1-4091-5913-1